# Gustav von Boddien
Gustav (Friedrich Rudolph) von Boddien (* 30. März 1814 in Ludwigslust; † 27. August 1870 in Schwerin) war ein deutscher Forstmann, Dichter und Zeichner.

## Leben
Gustav von Boddien war ein Sohn des mecklenburgischen Offiziers und großherzoglichen Adjutanten Johann Caspar von Boddien und seiner Frau Henriette, geb. von Dewitz (1772–1857). Otto von Dewitz war sein Onkel. Zu seinen acht Geschwistern zählten der preußische Offizier und Abgeordnete der Frankfurter Nationalversammlung Alfons von Boddien und der mecklenburg-strelitzsche Hofmarschall Adolph von Boddien (1812–1885).
Er besuchte das Friedrich-Franz-Gymnasium in Parchim und studierte ab 1832/33 an der Forstakademie Eberswalde. Als Jagdjunker im Revier Friedrichsmoor trat er in den mecklenburgischen Forstdienst ein. 1834 wurde er zum Kammerjunker ernannt. Ab 1843 war er in der großherzoglichen Forstverwaltung in Schwerin tätig und wurde 1848 Forstrevisor und dann Oberforstmeister. 1862 bat er aus gesundheitlichen Gründen um seine Entlassung und zog in den Süden. 1866 kehrte er nach Schwerin zurück.
Er erhielt eine künstlerische Ausbildung an den Kunstakademien in Posen und Dresden. Zur Thronbesteigung des jungen Großherzogs Friedrich Franz II. zeichnete er 1842 ein Porträt seines neuen Landesherrn, für das ihm dieser in Schloss Ludwigslust Modell saß. 1848/49 schuf er eine Reihe von Karikaturen zu den Mitgliedern der Mecklenburgischen Abgeordnetenversammlung, wie zum Beispiel zu Carl Pohle, die als Einzelblattdrucke verbreitet waren.

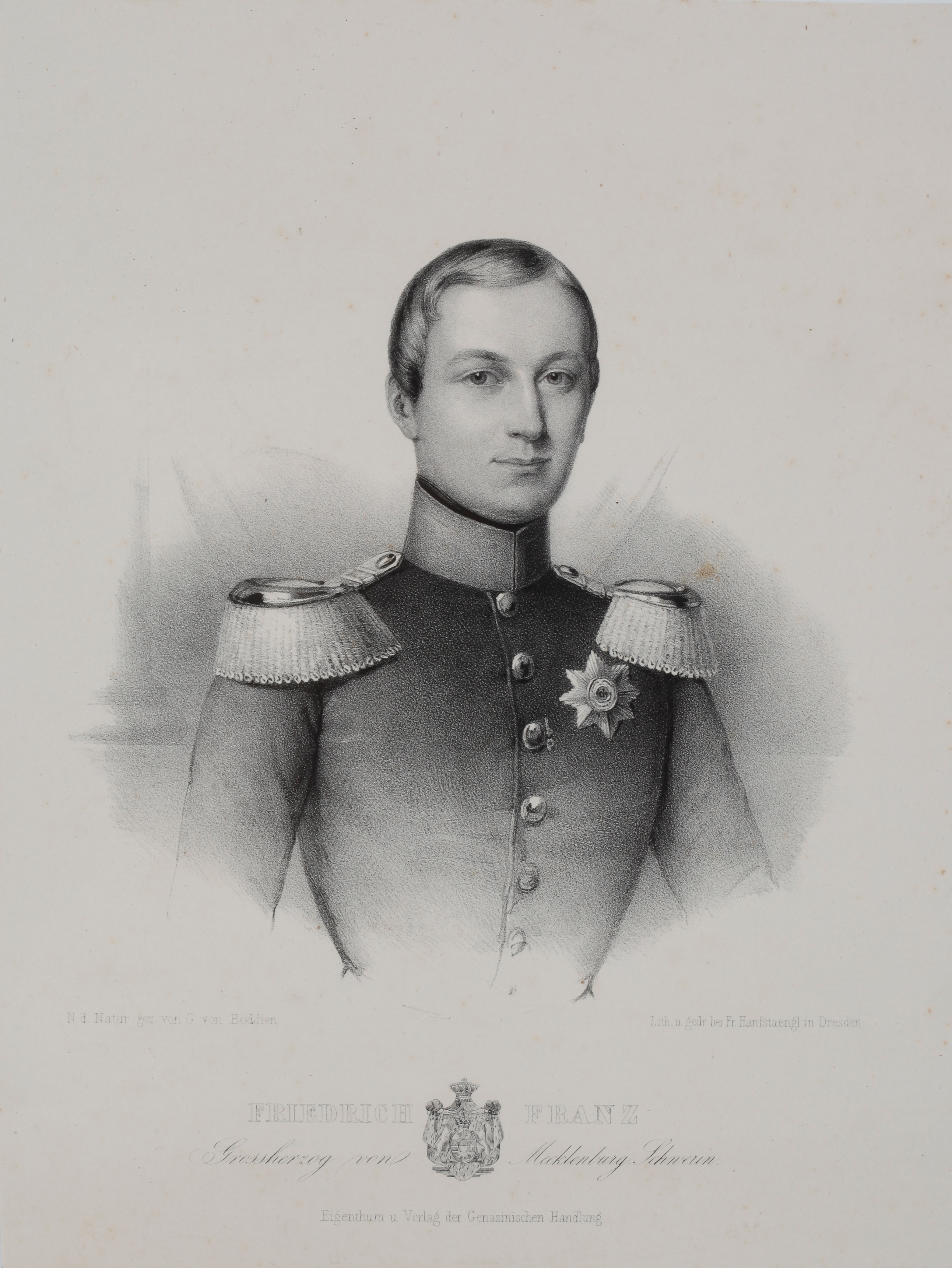
Von Boddien gezeichnetes Porträt des 19-jährigen Großherzogs Friedrich Franz II. von Mecklenburg anlässlich seiner Thronbesteigung 1842

Nach 1848 widmete er sich auch der Dichtung. 1850 erschien seine Gedichtsammlung Lieder, aus der August Bungert, Hans Sommer und Wolfgang von Bartels (1883–1938) einzelne Werke vertonten; Anton Rubinstein vertonte drei davon: Es blinkt der Tau, Wie eine Lerch'in blauer Luft und Die Waldhexe 1869 als No. 1–3 seiner Sechs Lieder für eine Singstimme mit Clavierbegleitung: op. 72 sowie Die Heimath meiner Lieder 1872 als Teil der 6 Deutschen Lieder (ohne opus-Nummer). Besonders Es blinkt der Tau wurde, so Eduard Engel 1906, häufiger gesungen, der auch bemerkt, Boddien sei Dichter freilich nur der eines einzigen echten Liedes, denn in seiner Gedichtsammlung steht sonst nur recht bescheidenes Mittelgut.
Es blinkt der Tau in den Gräsern der Nacht,

Der Mond zieht vorüber in stiller Pracht,

Die Nachtigall singt in den Büschen;

Es schwebt über Wiesen ein Dämmerschein,

Der ganze Frühling duftet hinein,

Wir beide wandeln dazwischen.

O Lenz, wie bist du so wunderschön!

In dem blühenden Rausch dahinzugehn,

Am Arm seine zitternde Liebe,

Mit dem ersten Kuß in den Himmelsraum

Und fest zu glauben im törichten Traum,

Daß es ewig, ewig so bliebe!

## Familie
Gustav von Boddien heiratete am 1. Mai 1852 in Rottmannshagen Elisabeth Freiin von Maltzahn (* 1831 in Zarnekow; † 1894 in Wiesbaden), Tochter des dortigen Gutsbesitzers. Das Ehepaar hatte mehrere Kinder, u. a. die Söhne Oskar (Major), Harry (General), Alfons (Kammerherr in Sachsen-Meiningen). Als Witwe ehelichte Elisabeth von Boddien am 1. August 1873 den Juristen und mecklenburgischen Kammerherrn Otto von Wickede.

## Schriften
- Lieder. 1850; 2. vermehrte Auflage, Schwerin: Stiller 1890